# Indice di concentrazione di Gini
In statistica, l'indice di concentrazione di Gini è un indicatore che offre una misura della concentrazione di  variabili quantitative trasferibili. 

## Esempio
Esempio: il Reddito è una variabile trasferibile (da un elemento all'altro della popolazione), mentre la statura non è trasferibile. L'indice di Gini fornisce un metodo per quantificare la concentrazione del Reddito ed è così definito (viene direttamente riportata la formula del rapporto di concentrazione di Gini, ossia l'indice normalizzato):
{\displaystyle {\mathit {R_{G}}}={\frac {\sum _{i=1}^{n-1}\left(P_{i}-Q_{i}\right)}{\sum _{i=1}^{n-1}P_{i}}},}
dove {\displaystyle Q_{i}} sono le percentuali cumulate di {\displaystyle T} (Reddito) e {\displaystyle P_{i}} sono le percentuali cumulate di {\displaystyle T} in caso di equidistribuzione.
Pertanto si ha:
{\displaystyle {\mathit {Q_{i}}}={\frac {\sum _{j=1}^{i}x_{j}}{T}}} e {\displaystyle {\mathit {P_{i}}}={\frac {i}{n}},}
dove gli {\displaystyle x_{j}} sono i dati osservati e la sommatoria va fino alla {\displaystyle i}-esima modalità di {\displaystyle X}. 
L'indice è già normalizzato, in quanto la sommatoria dei {\displaystyle P_{i}} è il massimo dell'indice, dato che, in caso di distribuzione massimante (massima concentrazione): {\displaystyle Q_{i}=0}, per {\displaystyle i=1,\ldots ,n-1}.
Il minimo invece è {\displaystyle 0} perché, in caso di minima concentrazione, {\displaystyle P_{i}=Q_{i}} e di conseguenza:
{\displaystyle P_{i}-Q_{i}=0\qquad \forall \;i,i=1,\ldots ,n-1.}

## Formula rapida per il calcolo del rapporto di concentrazione di Gini
{\displaystyle {R_{G}}={\frac {\sum _{i=1}^{n-1}P_{i}-\sum _{i=1}^{n-1}Q_{i}}{\sum _{i=1}^{n-1}P_{i}}}=} {\displaystyle 1-{\frac {\sum _{i=1}^{n-1}Q_{i}}{\sum _{i=1}^{n-1}P_{i}}}=} {\displaystyle 1-2{{\sum _{i=1}^{n-1}Q_{i}} \over {n-1}}.}
Questo perché:
{\displaystyle P_{i}={\frac {i}{n}}\Rightarrow \sum _{i=1}^{n-1}{\frac {i}{n}}=} {\displaystyle {\frac {1}{n}}\cdot \sum _{i=1}^{n-1}i=} {\displaystyle {\frac {1}{n}}\cdot {\frac {n\left(n-1\right)}{2}}=} {\displaystyle {\frac {n-1}{2}}.}